# Смотанко и Трапавко: Невероватна мисија
Смотанко и Трапавко: Невероватна мисија (шп. Mortadelo y Filemón contra Jimmy el Cachondo) шпански је цртани филм из 2014. године. То је анимирана комедија чији су ликови позајмљени из серије комичних књига под називом Mort & Phil. Филм је шест пута номинован за 29. Награду Гоја, освојивши исту у категоријама за најбољу адаптацију и најбољи анимирани филм, а друго издање филм освојило је две награде Premios Feroz.

## Синопсис
Џими ел Какондо и његов помоћнк украли су тајни документ из штаба Телекомуникацијске Индустријске Асоцијације (ТИА) што може изазвати подсмех од стране осталих шпијунских агенција. Управник неће имати избора да командује мисијом повратка Смотанка и Трапавка. Да зло буде веће, опасан криминалац Тронкамулас је побегао из затвора и планира да се освети Трапавку јер га је ухапсио. Они ће бити приморани да се удруже и нађу Џимијево склониште. У међувремену, Професор Бактерио покушава да помогне двојици агената његовим последњим изумом: reversicine, пићем које подстиче људе да буду супротно од оног какви иначе јесу.

## Ликови
Опис ликова базиран је углавном на књигама осим ликова Смотанка и Трапавка: Смотанко је много осетљивији а Трапавко је у ствари глуп, док је у књигама ситуација обрнута.
Смотанко: Трапавков подређени. Упркос томе што је трапав, прилично је лукав, сналажљив и изумео је неколико справица да би заштитио своје склониште. Поседује невероватну вештину камуфлаже, од маскирања у животиње до облачења службених одела. Као ни многи други, ни он не слуша свог шефа и више пута је показао да је компетентнији од Трапавка.
Трапавко: Смотанков шеф, страшно глуп, арогантан, кукавица, некомпетентан и шефовски настројен. Такође је склон изазивању невоља.
Провео је много времена маштајући да је велики херој, али је презиран од стране свих и покушава да избегне осветољубиве непријатеље који су га ухапсили.

## Награде и номинације
| Награде         | Категорија                      | Номинације                                    | Резултат   |
| --------------- | ------------------------------- | --------------------------------------------- | ---------- |
| 29.Награда Гоја | Најбоља адаптирана екранизација | Хавијер Фесер, Кларо Гарсија и Кристобал Руиз | Освојено   |
| 29.Награда Гоја | Најбољи анимирани филм          | Најбољи анимирани филм                        | Освојено   |
| 29.Награда Гоја | Најбоља уметнича режија         | Виктор Мониготе                               | Номинација |
| 29.Награда Гоја | Најбоља продукција              | Луис Фернандез Лаго и Жулијан Лараури         | Номинација |
| 29.Награда Гоја | Најбољи звук                    | Николас де Пулпике и Хавијер Муњоз            | Номинација |
| 29.Награда Гоја | Најбоља оригинална нумера       | "Morta y File" Рафаела Арноа                  | Номинација |
| [ 2 ]           | Најбоља комедија                | Најбоља комедија                              | Номинација |
| [ 2 ]           | Најбоља композиција             | Рафаел Арно                                   | Номинација |